# Perico (manzana)
Perico es una variedad cultivar de manzano (Malus domestica) Esta manzana es originaria de Asturias y es una de las 76 variedades de manzana que se incluyen en la D.O.P. Sidra de Asturias. Está cultivada en la colección de manzanos asturianos del SERIDA.

## Sinonimia
- "Manzana Perico",[4]
- "Tío Perico". En Llanes de Parres, Arriondas

## Características
El manzano de la variedad 'Perico' tiene un vigor elevado. Silueta de la estructura de ramificación (sistema de formación en eje): 13. Tipo de fructificación: II-III.
Época de inicio de floración (promedio periodo 2005-2009): De floración muy tardía, mediados de la primera decena de mayo.
La variedad de manzana Perico tiene un fruto de tamaño pequeño, con una forma aplanada globulosa y algunos truncada cónica, con una altura de 53 mm, y una anchura de 61-65 mm; con una relación altura-diámetro bastante aplanada de 0,76-0,85; posición del diámetro máximo en el medio. Pruina de la epidermis ausente o débil, siendo la textura de la epidermis lisa, estado ceroso de la epidermis ausente o débil; color de fondo de la epidermis amarillo verdoso o verde, extensión del sobrecolor alta a media; color del sobrecolor marrón anaranjado con estrías rojas y en algunos frutos tonalidades rosadas, con una intensidad de sobrecolor media, tipo color de superficie rayado, y con una cantidad de "russeting" (pardeamiento áspero superficial que presentan algunas variedades) ausente o muy baja.
Acostillado interior de la cubeta ocular ausente o muy débil a débil; coronamiento final del cáliz también llamado perfil de cubeta es ondulado o ligeramente ondulado, apertura del ojo es cerrado y algunos algo abierto, y tamaño del ojo es pequeño a mediano; profundidad de la cubeta ocular es media, y la anchura de la cubeta ocular es media, y la cantidad de "russeting" en cubeta ocular es baja. Longitud de los sépalos son cortos (≤3 mm) o medianos (4-5 mm).
Longitud del pedúnculo muy corto (≤10 mm), espesor del pedúnculo es mediano, profundidad cubeta peduncular es media a profunda, y la anchura de la cubeta peduncular es ancha, y la cantidad de "russeting" en la cubeta peduncular es alta a media. Relación cubeta ocular-cubeta peduncular es cilíndrica.
Densidad de las lenticelas medianamente numerosas, tamaño de las lenticelas es mediano, siendo el color núcleo de la lenticela marrón, con aureola blanca o sin aureola. Color de la pulpa verdoso o crema; apertura de lóculos en sección transversal, están cerrados.
Maduración en la segunda decena de noviembre. Muy tardía.

## Rendimientos de producción
Producción: Entrada en producción lenta, y alcanza un nivel productivo >25 t/ha, nivel de alternancia bastante elevado (contrañada).
Rendimiento en mosto (l/100 kg): 65,8 ± 3,5. Azúcares totales (g/l): 90,4 ± 2,4. Acidez total (g/l H2SO4): 3,9 ± 0,7. pH: 3,5 ± 0,2. Fenoles totales (g/l ac. Tánico): 1,1 ± 0,2. Grupo tecnológico: Semiácido.

## D.O.P.Sidra de Asturias
La Denominación de Origen Protegida (D.O.P.) sidra de Asturias se ha de elaborar exclusivamente con manzanas procedentes de parcelas asturianas inscritas en el “Consejo Regulador de la Denominación de Origen”, que es el organismo oficial que según el artículo 10 del reglamento (CEE 2081/92) acreditado para certificar que una sidra cumpla los requisitos establecidos en su reglamento para ser “Sidra de Asturias”.
En la actualidad (2018) cuenta con 31 lagares, 322 cosecheros y 843 hectáreas registradas y auditadas.

## Sensibilidades
- Oidio: ataque medio
- Moteado: ataque débil
- Momificado: ataque muy débil[9]
- Chancro del manzano: ataque medio.[5][10]